# Al-Hàrith ibn Surayj
Abu-Hàtim al-Hàrith ibn Surayj (o Umayr) ibn Yazid ibn Sawà (o Sawwar) ibn Ward ibn Murra ibn Sufyan ibn Mujaixi, més conegut senzillament com al-Hàrith ibn Surayj fou un revolucionari àrab antiomeia al Khurasan del 734 al 746. El seu pare vivia a Bàssora.
Va participar en la batalla de Paykand (729) contra el khakhan turc. Es va enfrontar al governador del Khurasan Al-Junayd ibn Abd-ar-Rahman al-Murrí (730-734) al que va tirar en cara una injúria, i fou flagel·lat i el 734 va organitzar una rebel·lió amb el suport de les tropes locals de Faryab, Djuzdjan i Talakan, i es va apoderar de Balkh. Va rebre nombrosos suports i el seu exèrcit va arribar a tenir seixanta mil soldats i va avançar cap a Merv defensada pel nou governador Asim ibn Adb Allah al-Hilali, però fou derrotat i els seus partidaris es van dispersar, excepte uns tres mil que li van restar fidels. Asim això no obstant, assabentat que el califa el volia cesar i nomenar un nou governador, va negociar amb el rebel i es va acordar que conjuntament dirigirien un escrit al califa Hixam ibn Abd-al-Màlik (724-743), per exigir el restabliment de la justicia o els dos s'aixecarien en rebel·lió.
Hixam va seguir amb la seva idea i va enviar al nou governador Àssad ibn Abd-Al·lah (735-738) que ja havia estat abans governador del Khurasan (723-727) el qual va recuperar Balkh i va posar en fuita a Harith cap a l'altre costat de l'Oxus. Ajudat per alguns caps locals va assetjar Tirmidh però no la va poder conquerir i es va refugiar al Tukharistan a la fortalesa de Tabushkan, on fou assetjat per un exèrcit dirigit per Djuday al-Kirmani, enviat pel governador. Harith va fugir protegit pels seus homes (que finalment es van rendir i foren executats) i es va unir amb els seus fidels a l'exèrcit del khakhan dels turcs o turgesh.
Va combatre amb els turcs occidentals en la batalla de Kharistan on els turcs foren derrotats (737); va cobrir la retirada del kakhan Iolligtegin Izhan Khan (734-739) i després el va ajudar a preparar una nova expedició; però el kakhan fou assassinat i el poder dels turcs es va enfonsar ràpidament (sis anys després van quedar sotmesos als uigurs). Mentre el governador Asad havia mort (738) i el nou governador Nasr ibn Sayyar (738-748) va amenaçár el 740 Shash, on el sobirà local donava suport a al-Harith i el seu territori servia de base als partidaris del rebel. Al-Harith es va enfrontar a les forces de Nasr en un combat menor i una batalla més important entre Nasr i les forces del rei de Shash es va evitar per un acord de darrera hora pel qual el rei expulsaria al-Harith del Shash cap a Farab.
L'agitació que produïa al-Harith, unit a diversos altres elements de tensió política al Khurasan, van induir a Nasr a demanar al califa Yazid III que perdonés al-Harith. El califa va acceptar el consell i va enviar un salva conducte a al-Harith, amb una carta prometent que retornaria totes les propietats confiscades als partidaris del rebel (744).
El 745 fou rebut per Nasr a Merv, on la població també li va donar bona rebuda. El seu fill Muhammad ibn al-Harith i la filla al-Aluf bint al-Harith, que havien estat empresonats, foren alliberats. Se li va oferir el nomenament com a governador d'un districte però va refusar. Després va acampar amb les tropes tamimites que li donaven suport però en un incident amb un dels caps tribals, va resultar mort (746).
La seva bandera era negra amb inscripcions alcoràniques. Politícament pretenia el restabliment del goven just com en temps de Mahoma i els primers califes.